# Szczęsnowicze
Szczęsnowicze – wieś w Polsce, położona w województwie podlaskim, w powiecie sokólskim, w gminie Szudziałowo.
Dawna okolica szlachecka w powiecie sokólskim województwa białostockiego II Rzeczypospolitej.
| SIMC    | Nazwa      | Rodzaj  |
| ------- | ---------- | ------- |
| 0042323 | Pisarzowce | kolonia |

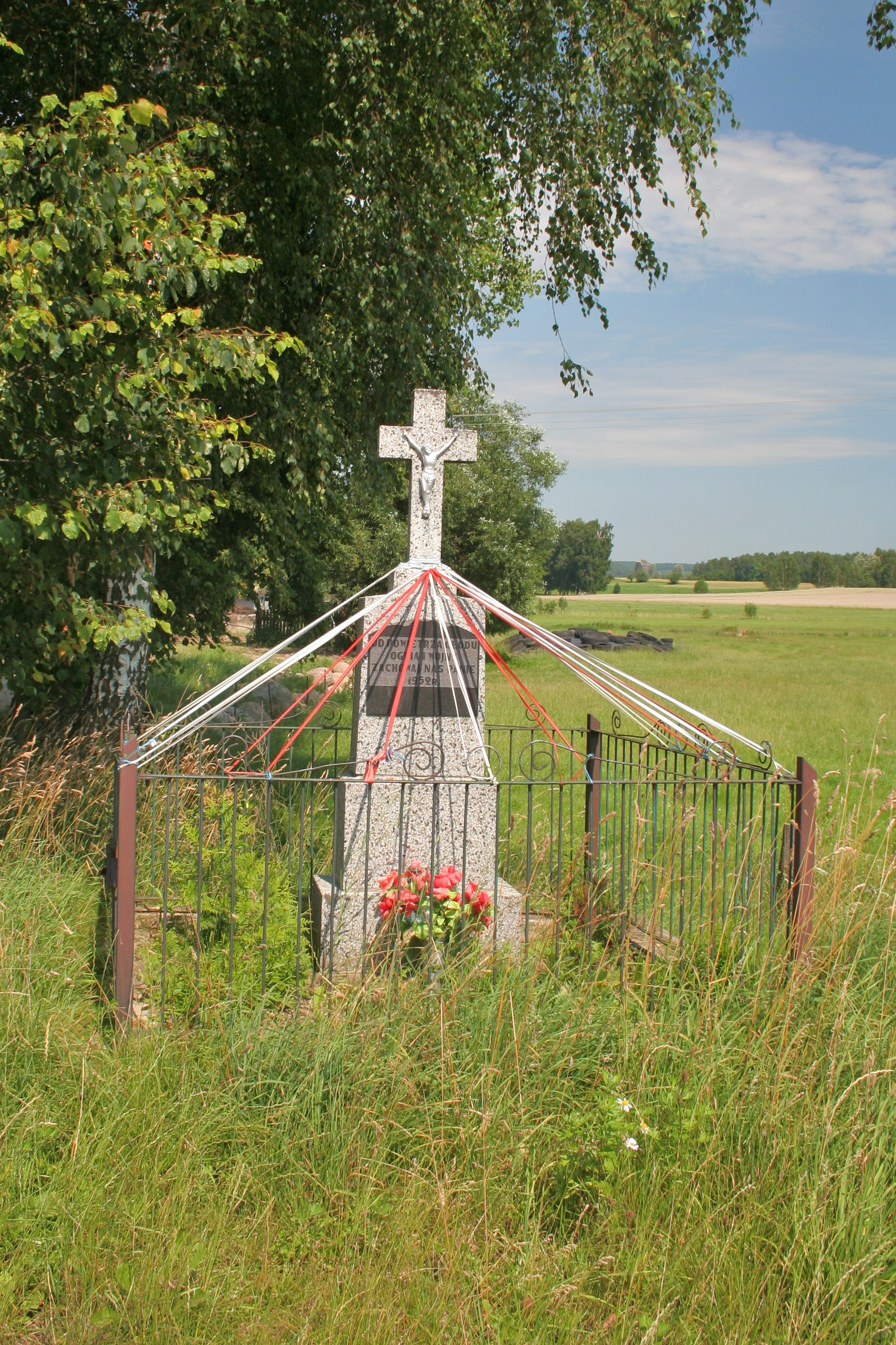
Katolicki krzyż wotywny

W latach 1975–1998 wieś administracyjnie należała do województwa białostockiego.
Wierni kościoła rzymskokatolickiego należą do parafii św. Wincentego Ferreriusza i św. Bartłomieja Apostoła w Szudziałowie.